# Szicíliai Királyság
A Szicíliai Királyság (latinul: Regnum Siciliae, szicíliaiul: Regnu di Sicilia, olaszul: Regno di Sicilia, spanyolul: Reino de Sicilia), egy 1130-ban, II. Roger gróf által alapított történelmi királyság az Itáliai-félsziget déli részén, továbbá Szicília és Málta szigetein, melynek határai kezdetben Afrika északi, Ifríkija régiójára is kiterjedtek. A Szicíliai grófságot hivatott felváltani, amit 1071-ben alapítottak normann hódítók. 1302 után gyakran nevezték Trinacriai Királyság néven is.
Az ország 1194-től a Német-római Birodalom hűbérese volt a Hohenstaufen császárok irányítása alatt. Őket a Capeting–Anjou uralom követte, melynek a szicíliai vecsernye vetett véget 1282-ben, mellyel Charles d’Anjou elvesztette Szicília szigetét, ám sikerült megtartania hatalmát a félsziget déli része felett. Ezzel megszületett a Világítótornyon inneni Szicíliai Királyság, amit nápolyi székhelye után, Nápolyi Királyságnak nevezünk. Szicília III. Péter aragóniai királyhoz került és külön állam maradt az Aragón Korona fennhatósága alatt. Az ország 1735-ben perszonálunióba lépett Nápollyal, majd 1816-ban, III. Ferdinánd király alatt megtörtént az egyesítés, ezzel létrejött a Két Szicília Királysága.

## Normann királyság
II. Vilmos apuliai herceg halála után II. Hauteville Roger egyesítette az Apuliai Hercegséget Szicíliával. Udvarát Palermóban rendezte be, ahol már korábban a Szicíliai Emirátus székhelye volt. II. Anaklét ellenpápa támogatásának köszönhetően 1130 karácsonyán az újonnan alakult Szicíliai Királyság uralkodójává koronázták.
Uralkodásának első évtizedében leverte az ellene lázadó vazallus hercegségeket (Bari, Nápolyi Hercegség, Capuai Hercegség stb.). 1139-ben a mignanói békeszerződésben II. Ince pápa hivatalosan elismerte az új királyságot és uralkodóját Rogert: rex Siciliae ducatus Apuliae et principatus Capuae. Antiochiai György admirálisra támaszkodva meghódította Észak-Afrikát, és nem hivatalosan Afrika királyává koronáztatta magát. Megtámadta a Bizánci Birodalom flottáját is. Sikeres hadjáratainak és erős flottájának köszönhetően a Földközi-tenger vezető tengeri hatalma lett.
Roger fiát és egyben utódját Kegyetlen Vilmos néven ismerik, mert több báró felkelését is nagyon „határozottan” verte le. Uralkodása békében ért véget 1166-ban. Fia, II. Vilmos még gyermek volt, amikor királlyá koronázták, ezért az országot 1172-ig régensek irányították. Ebben az időszakban a királyság és az uralkodó dinasztia is veszélyben forgott. Vilmos uralkodásának utolsó két évtizede békét és fellendülést hozott, amiért gyakran Jó Vilmosként néven emlegetik. 1189-ben utód nélkül halt meg. A trónt végül leccei Tankréd kapta meg, miután legyőzte távoli rokonát, Andriai Rogert és VI. Henrik német-római császár hadait — Henrik felesége, Konstancia, II. Roger lánya volt, így Konstancia fia, II. Frigyes német-római császár igényt tarthatott a szicíliai trónra.

## A Hohenstaufok királysága
II. Frigyes 1197-ben mindössze háromévesen került a szicíliai trónra, ami súlyos politikai válságot idézett elő a királyságban. Nagybátyja, Sváb Fülöp, sietett segítségére, azáltal, hogy Markward von Anweilert, Ancona őrgrófját nevezte ki a fiatal király mellé tanácsadónak. Időközben III. Ince pápa megerősítette a pápai hatalom befolyását a Szicíliai Királyságban, de elismerte Frigyes jogait. A pápai hatalom az elkövetkező években folyamatosan vesztett befolyásából.
A Hohenstauf-ház uralkodása azonban nem volt biztosítva. III. Briennei Walter feleségül vette Tankréd lányát és 1201-ben a Szicíliai Királyság ellen indította hadait. 1202-ben sikeresen legyőzte a királyságot védelmező Paleariai Walter és Vohburgi Dipold seregeit. A király tanácsadója, Markward von Anweiler is életét vesztette a háborúban, így az ifjú király a pisaiak érdekeit képviselő Capparonei Vilmos befolyása alá került. Később Dipold és Walter egymás ellen fordult, aminek Dipold 1207-es elfogatása vetett véget. Egy évtized múlva, amikor az ifjú király hivatalosan elfoglalta a trónt, a hatalmi harcok is elcsitultak.
Frigyes, nagyapja, II. Roger jogi reformjaira támaszkodva uralkodott. Hozzáértésének kitűnő bizonyítéka a melfi alkotmány, más néven Liber Augustalis, amelyet 1231-ben hirdetett ki. Ez hosszú ideig példaértékű volt az európai uralkodók számára, egyúttal az írott joggyakorlat előfutára is lett. Frigyes idejében vált a Szicíliai Királyság abszolutisztikus monarchiává, Európa első központosított államává. Ekkor épült fel a híres Castel del Monte. 1224-ben alapították meg a nápolyi egyetemet, amely évszázadokon át Dél-Itália egyetlen hasonló jellegű intézménye volt és amely napjainkban Frigyes nevét viseli.
II. Frigyes törvénytelen fiát, Manfrédot jelölte ki Szicília régensévé. Ő összesen 16 évig uralkodott, ennek második felét már királyként, miután a bátyja, Konrád 1254-ben meghalt, és az ő fiát, Konradint megfosztotta trónjától. A Hohenstaufok szicíliai uralma 1266-ban ért véget Konradin kivégzése és az Anjouk inváziója miatt.
A pápákat ugyanis nyugtalanította, hogy északról és délről is a Hohenstaufok királyságai határolják országukat, ezért IV. Orbán pápa szerződött Anjou Károllyal, IX. Lajos francia király testvérével, hogy támogatja trónigényét Szicíliára. A szerződés nemcsak a Laterán függetlenségét biztosította, de Szicília és Nápoly hűbérurává is tette a pápát. Orbán halála után a tárgyalásokat utóda, IV. Kelemen folytatta. Anjou Károly 1265 végén erős sereggel jelent meg Rómában. Kelemen követeivel újra megerősítette a szerződés pontjait, majd 1266. január 6-án a Szent Péter-bazilikában Nápoly királyává koronázták. 1266. február 22-én a beneventói csatában, a kor egyik legvéresebb ütközetében Károly győzedelmeskedett; a harcmezőn holtan találták Manfrédot is. Megkezdődött az Anjou-ház uralma.

## Anjou és Aragóniai királyság

A Világítótornyon túli (Palermo központú) Szicíliai (Trinacriai) Királyság zászlaja 1282-től 1410-ig

A Szicíliai és a belőle kivált Nápolyi Királyság 1494-ben

A pápa és a Hohenstaufok közötti nézeteltérések vezettek az 1266-os Anjou-invázióhoz, melynek következtében I. Anjou Károly került a trónra. A francia uralom és a nagy adóterhek ellen 1282-ben felkelés tört ki, a szicíliai vecsernye. Így III. (Aragóniai) Péter sikeres hadjáratának köszönhetően, meghódította a királyságot. A felkelésnek 1302-ben a caltabellottai béke vetett véget, amelynek következtében a királyság két részre szakadt, mindkettőnek neve hivatalosan Szicíliai Királyság lett. A Szicíliát magába foglaló királyságot Trinacria Királyságaként emlegették, míg a Dél-Itáliát (Mezzogiorno) magába foglaló kontinentális részt Nápolyi Királyságként. A palermói trónra II. (III.) Frigyes került, míg a nápolyira II. Károly. I. Lajos magyar király, akinek családja ebből a régióból eredt, 1347 és 1352 között hadjáratokat vezetett Nápoly ellen, hogy megbosszulja testvére meggyilkolását, s megszerezze a nápolyi trónt. Ezekben a háborúkban Szicília nem vett részt akár a Magyar Királyság, akár a Nápolyi Királyság ellen, viszont I. Johanna nápolyi királynő seregében küzdöttek szicíliai zsoldosok a magyarok ellen.
Szicíliában 1409-ig az Aragóniai-ház uralkodott. A Nápolyi Királyságot az Anjouk irányították 1443-ig, amikor is V. (Aragóniai) Alfonz elfoglalta a királyságot és egyesítette Szicíliával. Az újraegyesítés azonban rövid ideig tartott, hiszen még életében a nápolyi trónt fiára I. Ferdinándra hagyta, míg a palermóit testvérére, II. (Aragóniai) Jánosra. 1494 és 1503 között VIII. Károly és XII. Lajos francia királyok többször is megpróbálták meghódítani a Nápolyi Királyságot, miután az Anjou-ház jogutódjainak tekintették magukat. 1503-tól hivatalosan az aragón uralkodók ültek a trónon, majd 1516-tól a Habsburg királyok, akik alkirályokon keresztül gyakorolták a hatalmat.

A Szicíliai Királyság 1796-ban

## Habsburg és Bourbon királyság
A spanyol örökösödési háborúban a Habsburg Birodalom elfoglalta mindkét királyságot, 1707 és 1735 között a Habsburg császár uralta a két királyságot. 1713-ban az utrechti békeszerződés jogilag is Ausztriának ítélte Nápolyt és Szicíliát, amelyek uralkodója VI. Károly német-római császár lett. A császár Szicíliát saját hűbéresének, II. Viktor Amadé savoyai hercegnek adta, aki Szicília királyaként uralkodott 1718-ig. Ekkor azonban veje, V. Fülöp spanyol király felmondta az utrechti békeszerződést, és csapatai megszállták Szardíniát és Szicíliát. A spanyol támadást a négyes szövetség haderői verték vissza. A spanyol hadiflottát a britek a passero-foki csatában szétszórták. A háborút lezáró 1720-as hágai békeszerződésben Szicília és Szardínia visszakerült a Habsburg Birodalomhoz. II. Viktor Amadé herceg Szicíliáért cserébe VI. Károly császártól a kisebb jelentőségű Szardínia szigetét kapta meg, a császár elismerte őt Szardínia királyának. (Így alakult meg a Szárd Királyság, amelynek Savoyai-házi uralkodói a 19. század végére megszerezték egész Itáliát).
A szicíliai és nápolyi Habsburg-uralomnak Károly infáns, parmai herceg 1734-es inváziója vetett véget, a lengyel örökösödési háború során. A bécsi békeszerződés alapján őt ismerték el VII. Bourbon Károly néven Nápoly és Szicília királyának. Bátyjának, VI. Ferdinándnak halála, 1759 után III. Károly néven spanyol király lett belőle, Nápoly és Szicília trónjait átadta fiának, Ferdinánd infánsnak, aki Nápolyban IV. Ferdinánd néven , Szicíliában III. Ferdinánd néven uralkodott. A francia forradalom idején, 1798-ban Napoléon Bonaparte csapatai elfoglalták Nápolyt, a királyi pár Szicília szigetére menekült, amelyet a brit flotta a napóleoni háborúk teljes tartama alatt meg tudott védelmezni.

A Két Szicília Királysága 1815-1860 között

1816-ban Szicília Királyságát és a Nápolyi Királyságot (mindkettő hivatalos megnevezése Szicíliai Királyság volt) a Két Szicília Királyságaként egyesítették, első uralkodója I. Ferdinánd nápoly–szicíliai király lett, aki 1816-ig IV. Ferdinánd néven Nápoly és III. Ferdinánd néven Szicília királya volt. Az új kettős királyság 1861-ig állt fenn, amikor Giuseppe Garibaldi seregei elfoglalták, és átadták II. Viktor Emánuel szárd–piemonti királynak, akit 1861-ben az újonnan létrehozott Olasz Királyság uralkodójává kiáltottak ki.

## Kapcsolódó lapok
- Szicília
- Nápoly
- Nápolyi Hercegség
- Nápolyi Királyság
- Nápoly és Szicília uralkodóinak listája
- Két Szicília Királysága
- Málta történelme